# Manning, Oberösterreich
Manning är en ort och kommun i Österrike. Den ligger i distriktet Vöcklabruck i förbundslandet Oberösterreich, 200 kilometer väster om huvudstaden Wien. 
Kommunen består av 16 orter (Ortschaften) (inom parentes invånarantal 1 januari 2024):

- Au (46)
- Furtpoint (56)
- Gasteig (11)
- Hofmanning (15)
- Kreuth (32)
- Lehen (17)
- Manning (117)
- Moos (54)
- Schachen bei Furtpoint (21)
- Schachen bei Wolfshütte (10)
- Scharedt (32)
- Starling (17)
- Stocket (41)
- Vornbuch (23)
- Wolfshütte (261)
- Zaun (29)